# Länna, Huddunge socken
Länna är en by i Huddunge socken, Heby kommun.
Länna omtalas i dokument första gången 1541 ("Lena"). I de äldsta jordeböckerna anges Länna som en skatteutjord till Granberga. Från jordeboken 1547 anges Länna som ett mantal skatte. Av allt att döma har en av gårdarna i Granberga tillsammans med utjorden sammanförts till en gård i Länna. Man har dock fortsatt betraktat utjorden och gården som skilda enheter, den ena kallad Västerlänna och den andra Österlänna eller Gropen, då gården låg i en svacka.
Bland övrig bebyggelse märks Bolandet, utmärkt i geometriska jordeboken 1651 men med lägenhetsbebyggelse först 1667. Degerängen är en gård som flyttades ut från bytomten i samband med laga skifte 1856. Vilan strax norr om Degerängen uppfördes som undantag för gamle brukaren av gården där.